# قسم سانت بطرسبرغ في معهد ستيكلوف الرياضي التابع للأكاديمية الروسية للعلوم
قسم سانت بطرسبرغ في معهد ستيكلوف الرياضي التابع للأكاديمية الروسية للعلوم هو معهد أبحاث رياضي في سانت بطرسبرغ، وهو جزء من الأكاديمية الروسية للعلوم. حتى عام 1992 كان يُعرف باسم قسم لينينغراد في معهد ستيكلوف للرياضيات التابع لأكاديمية العلوم في اتحاد الجمهوريات الاشتراكية السوفياتية (ЛОМИ ،LOMI).
اسم المؤسسة هو تقليد تاريخي ومنذ عام 1995 لا يخضع لمعهد ستيكلوف للرياضيات.
تم إنشاء المعهد في عام 1940 كقسم تابع لمعهد ستيكلوف وسمي على اسم فلاديمير أندريفيتش ستيكلوف، عالم رياضيات وميكانيكي وفيزيائي سوفيتي/روسي.